# Segona divisió espanyola de futbol 2013-2014
La Segona divisió espanyola de futbol 2013-14 va ser la 83a edició de la competició, coneguda per motius publicitaris com a Lliga Adelante. El torneig l'organitzava la Lliga Nacional de Futbol Professional i va començar el divendres 16 d'agost, en partit avançat de la primera jornada que va enfrontar al Girona FC amb el Deportivo Alavés (1-0).
Després de setze temporades consecutives a primera divisió, el Reial Mallorca participarà en la competició després del seu descens en la temporada precedent, amb ell també ho faran el Real Club Deportivo de La Corunya i el Reial Saragossa que van descendir després d'una i tres temporades respectivament en la màxima categoria. D'altra banda el Deportivo Alavés, la Societat Esportiva Eibar, el Club Esportiu Tenerife i el Real Jaén tornen quatre, quatre, dos, i onze anys després a la divisió de plata després dels seus respectius ascensos.

## Sistema de competició
La Segona Divisió d'Espanya 2013/14 estarà organitzada per la Lliga Nacional de Futbol Professional (LFP).
Com en temporades precedents, constarà d'un grup únic integrat per 22 clubs de tota la geografia estatal. Seguint un sistema de lliga, els 22 equips s'enfrontaran tots contra tots en dues ocasions -una en camp propi i una altra en camp contrari- sumant un total de 42 jornades. L'ordre dels partits es decidirà per sorteig abans de començar la competició.
La classificació final s'establirà d'acord amb els punts obtinguts en cada enfrontament, a raó de tres per partit guanyat, un per empatat i cap en cas de derrota. Si en finalitzar el campionat dos equips igualessin a punts, els mecanismes per desempatar la classificació són els següents:
1. El que tingui una major diferència entre gols a favor i en contra en els enfrontaments entre tots dos.
2. Si persisteix l'empat, es tindrà en compte la diferència de gols a favor i en contra en tots els partits del campionat.

Si l'empat a punts es produeix entre tres o més clubs, els successius mecanismes de desempat són els següents:
1. La millor puntuació de la que a cadascun correspongui d'acord amb els resultats dels partits jugats entre si pels clubs implicats.
2. La major diferència de gols a favor i en contra, considerant únicament els partits jugats entre si pels clubs implicats.
3. La major diferència de gols a favor i en contra tenint en compte tots els partits del campionat.
4. El major nombre de gols a favor tenint en compte tots els partits del campionat.
5. El club millor classificat d'acord amb els barems de fair play.

### Efectes de la classificació
L'equip que més punts sumi al final del campionat serà proclamat campió de la Lliga de Segona Divisió i obtindrà automàticament l'ascens a Primera Divisió per la temporada següent, juntament amb el subcampió. Els quatre següents classificats-llocs del 3r al 6è, excloent els equips filials que ocupin aquestes posicions a la taula disputaran un play-off per eliminació directa a doble partit - anada i tornada- el vencedor final obtindrà també la promoció de categoria. Les places a Segona Divisió dels tres equips ascendits seran cobertes la propera temporada pels tres últims classificats, aquesta temporada, a Primera.
Per la seva banda, els quatre últims classificats de Segona Divisió - llocs del 19è al 22è - seran descendits a Segona Divisió B. D'aquesta, ascendiran els quatre guanyadors de la promoció per reemplaçar als equips relegats.

## Ascensos i descensos
| Pos. | Ascendits a 1a Divisió |
| ---- | ---------------------- |
| 1r   | Elx CF                 |
| 2n   | Vila-real CF           |
| 3r   | UD Almeria (promoció)  |

| Pos. | Descendits de 1a Divisió |
| ---- | ------------------------ |
| 18è  | RCD Mallorca             |
| 19è  | Deportivo de La Corunya  |
| 20è  | Reial Saragossa          |

| Pos. | Descendits a 2a Divisió B     |
| ---- | ----------------------------- |
| 18è  | CD Guadalajara                |
| 20è  | Real Racing Club de Santander |
| 21è  | SD Huesca                     |
| 22è  | Xerez CD                      |

| Pos.    | Ascendits de 2a Divisió B |
| ------- | ------------------------- |
| 1r G.II | Deportivo Alavés (campió) |
| 1r G.I  | CD Tenerife (subcampió)   |
| 1r G.IV | Real Jaén CF              |
| 2n G.II | SD Eibar                  |

## Equips i estadis
| Equip                                    | Entrenador           | Ciutat                     | Estadi                    | Capacitat | Marca   | Patrocinador principal     | Altres patrocinadors                                             |
| ---------------------------------------- | -------------------- | -------------------------- | ------------------------- | --------- | ------- | -------------------------- | ---------------------------------------------------------------- |
| Agrupación Deportiva Alcorcón            | José Bordalás        | Alcorcón                   | Santo Domingo             | 5,607     | Erreà   |                            |                                                                  |
| Centre d'Esports Sabadell Futbol Club    | Miquel Olmo          | Sabadell                   | Nova Creu Alta            | 11,981    | Kelme   |                            |                                                                  |
| Club Deportivo Lugo                      | Quique Setién        | Lugo                       | Anxo Carro                | 8,000     | CDLU    | Estrella Galicia           | Monbus Asociación Provincial d'Empresarios de Hostelería de Lugo |
| Club Deportivo Mirandés                  | Carlos Terrazas      | Miranda de Ebro            | Anduva                    | 6,900     | Erreà   |                            | La Caixa                                                         |
| Club Deportivo Numancia de Soria         | Juan Antonio Anquela | Sòria                      | Los Pajaritos             | 9,025     | Erreà   | Solarig                    |                                                                  |
| Club Deportivo Tenerife                  | Álvaro Cervera       | Santa Cruz de Tenerife     | Heliodoro Rodríguez López | 24,000    | Hummel  |                            |                                                                  |
| Córdoba Club de Fútbol                   | Albert Ferrer        | Còrdova                    | Nuevo Arcángel            | 25,822    | Nike    |                            |                                                                  |
| Deportivo Alavés                         | Alberto López        | Vitòria                    | Mendizorroza              | 19,940    | Hummel  | Euskaltel                  |                                                                  |
| Futbol Club Barcelona B                  | Eusebio Sacristán    | Barcelona                  | Mini Estadi               | 15,276    | Nike    | Qatar Airways              | UNICEF                                                           |
| Girona Futbol Club                       | Pablo Machín         | Girona                     | Montilivi                 | 9,500     | Kedeké  | Tamesol                    |                                                                  |
| Hércules Club de Fútbol                  | Slaviša Jokanović    | Alacant                    | José Rico Pérez           | 29,500    | Nike    | Comunitat Valenciana       | Codere Apuestas                                                  |
| Real Club Deportivo de La Coruña         | Fernando Vázquez     | La Corunya                 | Riazor                    | 34,600    | Lotto   | Estrella Galicia           |                                                                  |
| Reial Club Esportiu Mallorca             | Javier Olaizola      | Palma                      | Iberostar Estadi          | 23,142    | Macron  | -                          | Melià Hotels                                                     |
| Real Club Recreativo de Huelva           | Sergi Barjuan        | Huelva                     | Nuevo Colombino           | 21,670    | Adidas  | Cajasol                    |                                                                  |
| Real Jaén Club de Fútbol                 | Manolo Herrero       | Jaén                       | La Victoria               | 12,569    | M2A     |                            |                                                                  |
| Reial Madrid Castella Club de Futbol     | José Manuel Díaz     | Madrid                     | Alfredo Di Stéfano        | 9,000     | Adidas  | Emirates                   |                                                                  |
| Real Murcia Club de Fútbol               | Julio Velázquez      | Múrcia                     | Nueva Condomina           | 31,179    | Joma    |                            |                                                                  |
| Real Sporting de Gijón                   | Abelardo Fernández   | Gijón                      | El Molinón                | 30,000    | Kappa   | Gijón                      | Ternera Asturiana                                                |
| Reial Saragossa                          | Víctor Muñoz         | Saragossa                  | La Romareda               | 34,596    | Mercury | Proniño                    |                                                                  |
| Sociedad Deportiva Eibar                 | Gaizka Garitano      | Eibar                      | Ipurúa                    | 5,250     | Astore  | Hierros Servando Fernández |                                                                  |
| Sociedad Deportiva Ponferradina          | Claudio Barragán     | Ponferrada                 | El Toralín                | 8,800     | Adidas  | Bio3                       |                                                                  |
| Unión Deportiva Las Palmas               | Josico Moreno        | Las Palmas de Gran Canaria | Gran Canaria              | 31,250    | Hummel  | Gran Canaria               |                                                                  |
| Datos actualizados a 1 de juliol de 2013 |                      |                            |                           |           |         |                            |                                                                  |

### Canvis d'entrenadors
| Equip                    | Entrenador (jornades)                                                  |
| ------------------------ | ---------------------------------------------------------------------- |
| Reial Madrid Castella CF | Alberto Toril (1-14) José Manuel Díaz (15-42)                          |
| C. E. Sabadell FC        | Javi Salamero (1-15) Miquel Olmo (16-42)                               |
| Deportivo Alavés         | Natxo González (1-16) Juan Carlos Mandiá (17-31) Alberto López (32-42) |
| CD Mirandés              | Gonzalo Arconada (1-18) Carlos Terrazas (19-42)                        |
| Girona FC                | Ricardo Rodríguez (1-18) Javi López (19-29) Pablo Machín (30-42)       |
| A. D. Alcorcón           | Miguel Álvarez José Bordalás (25-42)                                   |
| Córdoba CF               | Pablo Villa (1-25) Luis Carrión (26) Albert Ferrer (27-42)             |
| R. C. E. Mallorca        | José Luis Oltra (1-27) Lluís Carreras (28-39) Javier Olaizola (40-42)  |
| Reial Saragossa          | Paco Herrera (1-30) Víctor Muñoz (31-42)                               |
| Real Sporting de Gijón   | José Ramón Sandoval (1-37) Abelardo Fernández (38-42)                  |
| Hércules CF              | Quique Hernández (1-37) Slaviša Jokanović (38-42)                      |
| UD Las Palmas            | Sergio Lobera (1-40) Josico Moreno (41-42)                             |

### Equips per Comunitat Autònoma
| \| Com. Autònoma \| Núm. \| Equips \| \| -------------------- \| ---- \| -------------------------------------------------- \| \| Andalusia \| 3 \| Córdoba CF, RC Recreativo de Huelva i Real Jaén CF \| \| Castella i Lleó \| 3 \| CD Numancia, CD Mirandés i SD Ponferradina \| \| Catalunya \| 3 \| CE Sabadell FC, FC Barcelona B i Girona FC \| \| Comunitat de Madrid \| 2 \| AD Alcorcón i Reial Madrid Castella CF \| \| Galícia \| 2 \| CD Lugo i RC Deportivo de La Coruña \| \| Illes Canàries \| 2 \| CD Tenerife i UD Las Palmas \| \| País Basc \| 2 \| Deportivo Alavés i SD Eibar \| \| Aragó \| 1 \| Reial Saragossa \| \| Astúries \| 1 \| Real Sporting \| \| Comunitat Valenciana \| 1 \| Hèrcules CF \| \| Illes Balears \| 1 \| RCD Mallorca \| \| Regió de Múrcia \| 1 \| Real Murcia CF \| | Deportivo · Mirandés Real Zaragoza Barcelona B Mallorca Alcorcón Castella Sabadell Sporting Tenerife Alavés Córdoba · Recreativo · Lugo Girona · Hèrcules Numancia Murcia Ponferradina Las Palmas SD Éibar Real Jaén |                                                    |
| Com. Autònoma | Núm. | Equips                                             |
| Andalusia | 3 | Córdoba CF, RC Recreativo de Huelva i Real Jaén CF |
| Castella i Lleó | 3 | CD Numancia, CD Mirandés i SD Ponferradina         |
| Catalunya | 3 | CE Sabadell FC, FC Barcelona B i Girona FC         |
| Comunitat de Madrid | 2 | AD Alcorcón i Reial Madrid Castella CF             |
| Galícia | 2 | CD Lugo i RC Deportivo de La Coruña                |
| Illes Canàries | 2 | CD Tenerife i UD Las Palmas                        |
| País Basc | 2 | Deportivo Alavés i SD Eibar                        |
| Aragó | 1 | Reial Saragossa                                    |
| Astúries | 1 | Real Sporting                                      |
| Comunitat Valenciana | 1 | Hèrcules CF                                        |
| Illes Balears | 1 | RCD Mallorca                                       |
| Regió de Múrcia | 1 | Real Murcia CF                                     |

## Classificació
|  |     | Equips                        |  | PJ | G  | E  | P  | GF | GC | Dif. | Pts. |
|  | --- | ----------------------------- |  | -- | -- | -- | -- | -- | -- | ---- | ---- |
|  | 1.  | S. D. Eibar (A) (C)           |  | 42 | 19 | 14 | 9  | 49 | 28 | +21  | 71   |
|  | 2.  | RC Deportivo de La Coruña (A) |  | 42 | 19 | 12 | 11 | 48 | 37 | +11  | 69   |
|  | 3.  | FC Barcelona B                |  | 42 | 20 | 6  | 16 | 60 | 47 | +13  | 66   |
|  | 4.  | Real Murcia CF (Q) (D) (*)    |  | 42 | 16 | 17 | 9  | 55 | 43 | +12  | 65   |
|  | 5.  | Real Sporting de Gijón (Q)    |  | 42 | 16 | 16 | 10 | 63 | 51 | +12  | 64   |
|  | 6.  | UD Las Palmas (Q)             |  | 42 | 18 | 9  | 15 | 51 | 50 | +1   | 63   |
|  | 7.  | Córdoba CF (Q) (A)            |  | 42 | 16 | 13 | 13 | 46 | 43 | +3   | 61   |
|  | 8.  | R. C. Recreativo de Huelva    |  | 42 | 16 | 13 | 13 | 53 | 53 | 0    | 61   |
|  | 9.  | A. D. Alcorcón                |  | 42 | 16 | 11 | 15 | 46 | 40 | +6   | 59   |
|  | 10. | C. E. Sabadell FC             |  | 42 | 18 | 8  | 16 | 52 | 59 | -7   | 59   |
|  | 11. | CD Tenerife                   |  | 42 | 15 | 9  | 18 | 46 | 49 | -3   | 54   |
|  | 12. | CD Lugo                       |  | 42 | 14 | 12 | 16 | 41 | 48 | -7   | 54   |
|  | 13. | CD Numancia de Soria          |  | 42 | 11 | 21 | 10 | 42 | 41 | +1   | 54   |
|  | 14. | Reial Saragossa               |  | 42 | 13 | 14 | 15 | 49 | 53 | -4   | 53   |
|  | 15. | Girona FC                     |  | 42 | 12 | 15 | 15 | 52 | 50 | +2   | 51   |
|  | 16. | S. D. Ponferradina            |  | 42 | 13 | 12 | 17 | 46 | 49 | -3   | 51   |
|  | 17. | RCD Mallorca                  |  | 42 | 12 | 15 | 15 | 46 | 57 | -11  | 51   |
|  | 18. | Deportivo Alavés              |  | 42 | 13 | 12 | 17 | 57 | 57 | 0    | 51   |
|  | 19. | CD Mirandés                   |  | 42 | 13 | 11 | 18 | 39 | 56 | -17  | 50   |
|  | 20. | Reial Madrid Castella CF (D)  |  | 42 | 13 | 10 | 19 | 49 | 56 | -7   | 49   |
|  | 21. | Real Jaén CF (D)              |  | 42 | 12 | 12 | 18 | 43 | 49 | -6   | 48   |
|  | 22. | Hércules CF (D)               |  | 42 | 11 | 12 | 19 | 45 | 62 | -17  | 45   |

|  | Ascendeix a Primera divisió espanyola de futbol 2014/15 |
|  | play-off d'ascens                                       |
|  | Descendeix a Segona divisió espanyola de futbol 2014/15 |

| (C) Campió      |
| (A) ascens      |
| (Q) classificat |
| (D) descens     |

### Evolució de la classificació
| Equipo / Jornada | 1  | 2  | 3  | 4  | 5  | 6  | 7  | 8  | 9  | 10 | 11 | 12 | 13 | 14 | 15 | 16 | 17 | 18 | 19 | 20 | 21 | 22 | 23 | 24 | 25 | 26 | 27 | 28 | 29 | 30 | 31 | 32 | 33 | 34 | 35 | 36 | 37 | 38 | 39 | 40 | 41 | 42 |
| Equipo / Jornada |    |    |    |    |    |    |    |    |    |    |    |    |    |    |    |    |    |    |    |    |    |    |    |    |    |    |    |    |    |    |    |    |    |    |    |    |    |    |    |    |    |    |
| ---------------- | -- | -- | -- | -- | -- | -- | -- | -- | -- | -- | -- | -- | -- | -- | -- | -- | -- | -- | -- | -- | -- | -- | -- | -- | -- | -- | -- | -- | -- | -- | -- | -- | -- | -- | -- | -- | -- | -- | -- | -- | -- | -- |
| SD Eibar         | 3  | 13 | 14 | 10 | 12 | 15 | 17 | 18 | 18 | 16 | 9  | 7  | 11 | 6  | 4  | 6  | 7  | 4  | 4  | 3  | 3  | 3  | 3  | 3  | 1  | 1  | 1  | 1  | 1  | 1  | 1  | 1  | 2  | 2  | 2  | 2  | 2  | 2  | 2  | 1  | 1  | 1  |
| Deportivo        | 5  | 12 | 6  | 12 | 14 | 13 | 8  | 9  | 5  | 4  | 6  | 3  | 2  | 2  | 1  | 2  | 1  | 1  | 1  | 1  | 1  | 2  | 1  | 1  | 2  | 2  | 2  | 2  | 2  | 2  | 2  | 2  | 1  | 1  | 1  | 1  | 1  | 1  | 1  | 2  | 2  | 2  |
| Barça "B"        | 16 | 11 | 7  | 7  | 5  | 8  | 12 | 15 | 17 | 15 | 18 | 19 | 20 | 18 | 18 | 18 | 16 | 17 | 19 | 18 | 15 | 15 | 17 | 13 | 10 | 12 | 14 | 12 | 9  | 8  | 6  | 6  | 6  | 4  | 3  | 3  | 3  | 5  | 3  | 4  | 3  | 3  |
| Reial Múrcia     | 14 | 9  | 10 | 4  | 2  | 3  | 3  | 4  | 2  | 2  | 3  | 5  | 6  | 9  | 9  | 11 | 14 | 6  | 8  | 10 | 11 | 12 | 12 | 15 | 13 | 8  | 7  | 11 | 8  | 6  | 9  | 8  | 8  | 7  | 6  | 7  | 5  | 4  | 5  | 6  | 4  | 4  |
| Sporting         | 6  | 7  | 3  | 3  | 1  | 4  | 4  | 2  | 3  | 6  | 8  | 11 | 5  | 8  | 6  | 5  | 3  | 3  | 2  | 2  | 2  | 1  | 2  | 2  | 3  | 4  | 4  | 4  | 4  | 4  | 3  | 4  | 5  | 8  | 8  | 6  | 7  | 6  | 6  | 5  | 5  | 5  |
| UD Las Palmas    | 17 | 18 | 16 | 16 | 15 | 12 | 15 | 10 | 12 | 11 | 5  | 4  | 8  | 5  | 3  | 4  | 5  | 9  | 5  | 5  | 7  | 4  | 6  | 8  | 7  | 9  | 6  | 6  | 6  | 5  | 4  | 3  | 4  | 3  | 5  | 5  | 4  | 3  | 4  | 3  | 6  | 6  |
| Córdoba          | 7  | 3  | 5  | 8  | 6  | 5  | 2  | 5  | 8  | 5  | 4  | 6  | 7  | 4  | 8  | 9  | 12 | 8  | 12 | 7  | 8  | 7  | 8  | 6  | 11 | 13 | 13 | 9  | 12 | 13 | 15 | 16 | 15 | 10 | 9  | 9  | 8  | 9  | 7  | 7  | 7  | 7  |
| Recreativo       | 2  | 5  | 13 | 9  | 4  | 1  | 1  | 1  | 1  | 1  | 1  | 1  | 1  | 1  | 2  | 1  | 2  | 2  | 3  | 4  | 5  | 6  | 5  | 4  | 4  | 3  | 3  | 3  | 3  | 3  | 5  | 5  | 3  | 6  | 7  | 8  | 9  | 10 | 8  | 8  | 8  | 8  |
| Alcorcón         | 9  | 2  | 1  | 2  | 8  | 11 | 7  | 7  | 10 | 14 | 15 | 17 | 16 | 13 | 14 | 14 | 11 | 14 | 13 | 16 | 19 | 13 | 16 | 17 | 19 | 16 | 18 | 20 | 21 | 20 | 19 | 20 | 17 | 18 | 16 | 17 | 13 | 11 | 11 | 10 | 10 | 9  |
| Sabadell         | 1  | 8  | 15 | 15 | 11 | 16 | 10 | 12 | 15 | 18 | 19 | 15 | 17 | 20 | 20 | 19 | 19 | 19 | 15 | 13 | 9  | 11 | 11 | 14 | 16 | 17 | 19 | 15 | 13 | 17 | 12 | 10 | 12 | 9  | 13 | 10 | 10 | 8  | 9  | 9  | 9  | 10 |
| Tenerife         | 21 | 19 | 19 | 21 | 21 | 21 | 20 | 21 | 21 | 20 | 20 | 20 | 18 | 17 | 17 | 17 | 13 | 15 | 17 | 15 | 16 | 19 | 13 | 11 | 14 | 14 | 9  | 8  | 7  | 9  | 7  | 7  | 7  | 5  | 4  | 4  | 6  | 7  | 10 | 11 | 11 | 11 |
| Lugo             | 12 | 16 | 11 | 6  | 10 | 6  | 5  | 8  | 4  | 3  | 2  | 2  | 3  | 3  | 5  | 3  | 4  | 7  | 10 | 12 | 14 | 10 | 9  | 7  | 5  | 7  | 10 | 10 | 11 | 11 | 11 | 12 | 9  | 11 | 10 | 11 | 11 | 13 | 14 | 15 | 14 | 12 |
| Numancia         | 13 | 4  | 8  | 11 | 13 | 10 | 14 | 14 | 11 | 10 | 12 | 9  | 4  | 7  | 7  | 8  | 10 | 5  | 6  | 9  | 6  | 9  | 10 | 10 | 9  | 5  | 5  | 5  | 5  | 7  | 8  | 11 | 13 | 12 | 14 | 14 | 16 | 16 | 13 | 12 | 12 | 13 |
| Reial Saragossa  | 10 | 15 | 18 | 20 | 17 | 14 | 16 | 11 | 7  | 8  | 7  | 13 | 15 | 16 | 15 | 12 | 8  | 10 | 11 | 6  | 4  | 5  | 4  | 5  | 6  | 6  | 8  | 7  | 10 | 12 | 14 | 15 | 14 | 13 | 11 | 13 | 15 | 12 | 12 | 13 | 13 | 14 |
| Girona FC        | 8  | 1  | 2  | 5  | 3  | 7  | 11 | 13 | 16 | 12 | 13 | 14 | 10 | 12 | 16 | 16 | 18 | 18 | 20 | 20 | 20 | 20 | 20 | 22 | 21 | 20 | 21 | 22 | 22 | 22 | 22 | 22 | 21 | 21 | 22 | 22 | 19 | 19 | 21 | 20 | 19 | 15 |
| Ponferradina     | 20 | 10 | 12 | 13 | 9  | 2  | 9  | 3  | 6  | 9  | 11 | 8  | 9  | 11 | 13 | 10 | 6  | 13 | 9  | 11 | 12 | 14 | 14 | 12 | 12 | 15 | 16 | 16 | 19 | 19 | 20 | 19 | 20 | 16 | 17 | 15 | 14 | 15 | 16 | 14 | 15 | 16 |
| RCD Mallorca     | 22 | 22 | 22 | 19 | 18 | 17 | 13 | 16 | 13 | 7  | 10 | 12 | 13 | 15 | 11 | 7  | 9  | 11 | 7  | 8  | 10 | 8  | 7  | 9  | 8  | 10 | 11 | 13 | 14 | 10 | 10 | 9  | 10 | 14 | 15 | 16 | 18 | 18 | 18 | 18 | 16 | 17 |
| Alavés           | 19 | 17 | 17 | 17 | 19 | 18 | 18 | 17 | 14 | 17 | 17 | 16 | 19 | 19 | 19 | 21 | 21 | 21 | 22 | 21 | 21 | 21 | 21 | 19 | 17 | 19 | 22 | 19 | 20 | 21 | 21 | 21 | 22 | 22 | 21 | 21 | 21 | 21 | 20 | 21 | 20 | 18 |
| Mirandès         | 4  | 6  | 4  | 1  | 7  | 9  | 6  | 6  | 9  | 13 | 14 | 10 | 12 | 14 | 10 | 13 | 15 | 16 | 18 | 19 | 18 | 18 | 19 | 21 | 18 | 22 | 20 | 21 | 18 | 16 | 17 | 13 | 11 | 15 | 12 | 12 | 12 | 14 | 15 | 16 | 17 | 19 |
| RM Castella      | 18 | 20 | 20 | 22 | 22 | 22 | 22 | 22 | 22 | 22 | 22 | 22 | 22 | 22 | 22 | 22 | 22 | 22 | 21 | 22 | 22 | 22 | 22 | 20 | 22 | 21 | 17 | 17 | 17 | 15 | 18 | 18 | 19 | 19 | 19 | 19 | 20 | 20 | 19 | 19 | 18 | 20 |
| Real Jaén        | 15 | 21 | 21 | 18 | 20 | 20 | 21 | 19 | 19 | 19 | 16 | 18 | 14 | 10 | 12 | 15 | 17 | 12 | 14 | 17 | 13 | 16 | 15 | 16 | 15 | 11 | 12 | 14 | 16 | 14 | 13 | 14 | 18 | 20 | 20 | 18 | 17 | 17 | 17 | 17 | 21 | 21 |
| Hércules         | 11 | 14 | 9  | 14 | 16 | 19 | 19 | 20 | 20 | 21 | 21 | 21 | 21 | 21 | 21 | 20 | 20 | 20 | 16 | 14 | 17 | 17 | 18 | 18 | 20 | 18 | 15 | 18 | 15 | 18 | 16 | 17 | 16 | 17 | 18 | 20 | 22 | 22 | 22 | 22 | 22 | 22 |